# Mu'tazili
El pensamiento Mu'tazilí, o Al-Mu'tazila (en árabe: المعتزلة, al-mu'tazila) es una escuela teológica del pensamiento islámico.
Su origen data del siglo VIII y fue adoptada como enseñanza oficial durante el reinado del califa abasí Al-Ma'mun. Según la tradición, la Mu'tazila nació en Basora, a inicios del siglo II de la Hégira, donde Wasil ibn Ata (80 h/ 699 n.e. – 131 h/ 748 n. e.), fundador de esta escuela, fue alumno de Hasan al Basrí con quien habría discrepado en una clase respecto a la condición del pecador. Para Wasil, quien ha cometido pecado no ha pasado a ser infiel, pero tampoco es estrictamente creyente, por lo que considera que el pecador está en una condición intermedia entre ambos extremos. La posibilidad de que el pecador recupere su condición de creyente siempre está abierta. Se dice que cuando Wasil expresó esta opinión ante su maestro, este comentó que el alumno se había «separado» (ittazala en árabe) de la opinión teológica del maestro y de sus compañeros, de donde vendría el nombre de la escuela, que literalmente significa «la separada». El racionalismo de sus seguidores ha motivado en la actualidad algunos intentos para revivir esta corriente como contrapeso al fundamentalismo.
Los mutazilíes constituyeron la primera escuela importante de teología islámica, que se formó entre los siglos IX y X bajo la protección de los califas abasíes en el Califato de Bagdad. Su constitución fue posible por la traducción al árabe de las obras filosóficas griegas en los siglos VIII y IX. Su punto de partida era la afirmación tajante de la justicia de Dios como atributo fundamental, al grado que durante mucho tiempo se les conoció como «Ashāb ul ‘adl», es decir, «Los Partidarios de la Justicia». De este modo, los mu’tazilíes desarrollaron la tesis de la justicia divina a partir de tres argumentos elementales:
1.- Dios, el Sabio, el Justo, no hace nada sino por sabiduría y para (alcanzar) un objetivo.
2.- Dios no quiere el mal y no lo ordena, y 
3.- Dios no crea las acciones del hombre, buenas y malas, sino que el hombre es libre y creador de sus acciones. Por consiguiente, la forma de la justicia divina requiere del libre albedrío, puesto que el premio y el castigo serían absurdos si el individuo no gozara de libertad para elegir entre el bien y mal. Debido a que Dios es perfecto y justo, no puede dejar de recompensar el bien y castigar el mal.
Desarrollaron un sistema de lectura del Corán dividiendo los «pasajes claros» —es decir, aquellos que serían tan explícitos que no necesitarían interpretación— de los «pasajes oscuros», asentando a los primeros como criterio para interpretar los segundos. En esta labor de interpretación también realizaban un análisis de la estructura poética y retórica del texto coránico. Esto deriva de la famosa tesis de que el Corán escrito en árabe no es la palabra divina hecha libro, sino un mensaje que Dios da al Hombre y que por eso tiene un carácter humano, luego, creado.

## La Mu'tazila y la política
Desde una perspectiva filosófico-política, los mutazilíes ponían en tela de juicio la legitimidad de los gobernantes si no se hallaba respaldada por la voluntad de sus súbditos. Estas ideas llevaron a los gobernantes abasíes posteriores a considerar que las ideas de los mutazilíes constituían una fuente de contestación. No obstante, las disputas políticas entre los hijos del califa Harún al Rashid, Al Amín y Al Ma'mún, hizo que cuando este último ganó la contienda, la mu'tazila fue proclamada como la escuela teológica oficial del régimen. Se instauró en el año de 827 y ocho años más tarde se declaró la doctrina mu'tazilí de que el Corán es creado y no la palabra eterna de Dios como dogma del régimen, instaurando la institución de la mihna, que vigilaba que los juristas juraran conformidad con esta doctrina.
En cuanto a la legitimación del gobernante, las opiniones se dividieron. La facción residente en Basora defendió la tesis de que el dirigente legítimo es aquel en torno al que la comunidad se reúna, es decir, aquel que sea aceptado por la comunidad. Así, según esta opinión, Alí bin Abí talib no habría reunido el acuerdo de la comunidad, mientras que, tras su asesinato, Muawiyya Ibn Abi Sufyán sí lo consiguió. La facción residente en Bagdad, empero, sostuvo dos requerimientos: primero, que fuese descendiente de Fátima —la hija del Profeta Muhammad— y segundo, que la comunidad estuviera de acuerdo con ello. Para ellos entonces, aunque Muawiyya logró unanimidad, al no ser descendiente de Fátima, su dirección de la comunidad no era auténticamente legítima.
El esplendor intelectual a que dieron lugar durante los siglos que estuvieron activos se vio entonces interrumpido. La innovación racional dio paso a la imitación de lo anterior y, sobre todo en el terreno jurídico, a una búsqueda de la legitimación del poder establecido.
Frente al integrismo, se han invocado las ideas de los mutazilíes como fuente de racionalización de la teología musulmana. Este racionalismo implica un método de raíz jurídica denominado Quiyas (en árabe: قياس), que consiste en la deducción por analogías al análisis teológico.